# خانه داگلاس
خانهٔ داگلاس یک اقامتگاه در ساحل دریاچهٔ میشیگان در هاربر استرینگز، میشیگان است.
این خانه توسط معمار مشهور، ریچارد مایر طراحی شده و در سال ۱۹۷۳ بعد از دورهٔ سه سالهٔ ساخت وساز کامل شد.
خانه روی یک شیب خیلی تند مشرف بردریاچه، با چهار طبقه روبه دریاچه واقع شده.
ورودی سمت بلندترین قسمت خانه روی طبقهٔ بالاست.
دیوار پشتی خانه، که روبه دریاچه است، با استفادهٔ گسترده‌ای از شیشه، حداکثر منظره را تأمین می‌کند.
خانه از بتن مسلح ساخته شده و تقریباً به‌طور کامل سفید است.
راه پله‌ها در گوشه‌های بنا واقع شده‌اند بنابراین جلوی منظره یا نور خورشید را نمی‌گیرند.
وقتی که میر خانه را برای کارفرما (جیم وجین داگلاس) مبله کرد، بعضی از مبلمان را خودش طراحی کرد و همچنین از طراحی‌های لوکور بوزیه و میس ونده روهه استفاده کرد.این خانه به صورت ماشینی سفید و مستقل از محیط طبیعی پیرامون ساخته شده است .سبک معماری این خانه مدرن است.این طرح تداعی کننده طرح لوکوربوزیه برای ویلا ساوا میباشد.
در سال ۲۰۰۷، انجمن آمریکایی معماران، خانهٔ داگلاس را به عنوان یکی از ۱۵۰ بنای برتر در لیست معماری محسوب آمریکا ثبت کرد. در سال ۲۰۱۶، خانهٔ داگلاس به ثبت ملی مکان‌های تاریخی رسید.